# Lohachara

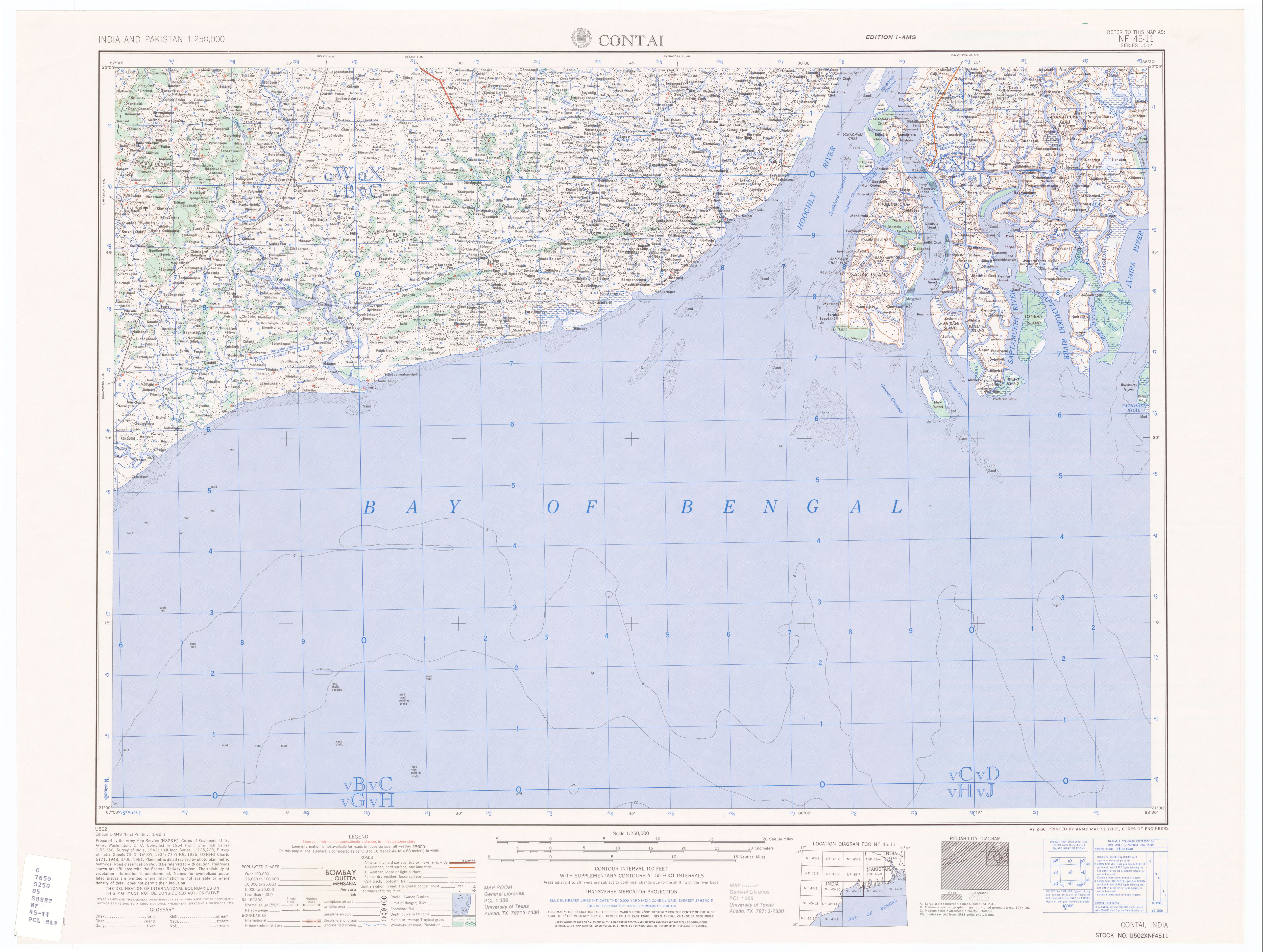
Carte de 1954 montrant l'île de Lohachara.

Lohachara était une île du delta du Gange, proche de l'état indien du Bengale-Occidental, dans le parc national du Sundarbans, en Inde. Elle a été évacuée dans les années 1980. Cette immersion a induit le déplacement forcé de 6 000 familles vers l'île de Sagar, laquelle est déjà partiellement submergée. Son immersion définitive a été constatée par des chercheurs indiens en décembre 2006.
Des études récentes tendent à montrer que l'îlot de Lohachara pourrait à nouveau émerger des eaux.
Depuis vingt ans, quatre îles — Purbasha, Lohachara, Kabasgadi et Suparibhanga — ont été définitivement immergées. Même si d'autres causes locales peuvent être évoquées (érosion, …), cette disparition est étroitement liée à la hausse du niveau des mers due au réchauffement climatique global. 